# Lượng tử hóa (vật lý)
Trong vật lý, lượng tử hóa là quá trình chuyển đổi từ một quan niệm cổ điển của hiện tượng vật lý sang một quan niệm mới hơn được biết đến trong cơ học lượng tử. Nó là một thủ tục để xây dựng một lý thuyết trường điện tử bắt đầu từ một trường cổ điển. Đây là một sự khái quát hóa thủ tục xây dựng cơ học lượng tử từ cơ học cổ điển. Một cách gọi khác là lượng tử hóa trường, như trong sự "lượng tử hóa trường điện từ", khi coi những photon là những "lượng tử" (ví dụ như lượng tử ánh sáng). Thủ tục này là cơ sở cho các học thuyết vật lý hạt, vật lý hạt nhân, vật lý vật chất ngưng tụ và quang học lượng tử.

## Phương pháp lượng tử hóa
Lượng tử hóa biến đổi những trường cổ điển thành những toán tử hoạt động trên những trạng thái lượng tử của lý thuyết trường. Trạng thái năng lượng thấp nhất gọi là trạng thái chân không. Lý do của việc lượng tử hóa một trường là để suy luận ra đặc tính của vật liệu, vật thể hay hạt thông qua các phép tính biên độ lượng tử, mà có thể rất phức tạp. Những tính toán như vậy phải đáp ứng với một số biến đổi nhất định gọi là sự tái chuẩn hóa, mà nếu bị bỏ quên, thường có thể dẫn tới một kết quả vô nghĩa, như sự xuất hiện của vô hạn trong một biên độ hữu hạn. Tất cả các thông số của thủ tục lượng tử hóa đều cần phải tái chuẩn hóa.
Phương pháp đầu tiên để triển khai lượng tử hóa của lý thuyết trường là lượng tử hóa chính tắc. Trong khi điều này rất dễ thực hiện trên các lý thuyết đơn giản, song có nhiều tình huống mà các phương pháp lượng tử hóa mang lại quy trình hiệu quả hơn để tính biên độ lượng tử. Tuy nhiên, việc sử dụng lượng tử hóa chính tắc đã để lại những dấu ấn trên ngôn ngữ và giải thích về lĩnh vực lý thuyết trường lượng tử.

### Lượng tử hóa chính tắc
Lượng tử hóa chính tắc của một lý thuyết trường tương tự như việc xây dựng cơ học lượng tử từ cơ học cổ điển.  Trường cổ điển được xem như một biến số động được gọi là tọa độ chuẩn, và đạo hàm theo thời gian của nó là moment chuẩn. Sự giao hoán giữa chúng là chính xác như sự giao hoán giữa vị trí và moment của một hạt trong cơ học lượng tử. Về mặt kỹ thuật, sự chuyển đổi từ một trường thành một toán tử, thông qua sự sinh ra và hủy diệt toán tử. Trường toán tử hoạt động trên trạng thái lượng tử của lý thuyết. Trạng thái mức năng lượng thấp nhất được gọi là trạng thái chân không. Các thủ tục này cũng được gọi là lượng tử hóa lần hai.
Thủ tục này có thể được áp dụng để lượng tử hóa bất kỳ lý thuyết trường: dù là fermion hay boson và với bất kỳ cấu trúc đối xứng nội bộ nào. Tuy nhiên, nó dẫn đến một hình ảnh khá đơn giản của trạng thái chân không và không dễ dàng để sử dụng trong một vài lý thuyết trường lượng tử, như sắc động lực học lượng tử, vốn được biết tới có một trạng thái phức tạp đặc trưng bởi nhiều giá trị chân không kỳ vọng khác nhau.

### Hiệp phương sai lượng tử hóa chính tắc
Đó là một cách lượng tử hóa chính tắc mà không cần nhờ đến hiệp biến tiệm cận không-thời gian và chọn một toán tử Hamilton. Phương pháp này dựa trên một hành động cổ điển, nhưng khác nhau hàm tích phân tiệm cận.
Các phương pháp không được áp dụng cho tất cả hành động khả thi (ví dụ, hành động với một cấu trúc phi nhân quả hoặc hành động với đo "dòng chảy"). Nó bắt đầu từ một đại số cổ điển (trong không gian mịn) của tất cả hàm số trong không gian cấu hình. Đại số này được tính dựa theo ý tưởng được tạo ra bởi phương trình Euler-Lagrange. Sau đó, đại số này được chuyển thành một đại số Poisson bằng cách đưa ra một khung Poisson có thể được tạo ra từ hành động, được gọi là khung Peierls. Đại số Poisson này sau đó {\displaystyle }-bị biến dạng theo cách giống như trong lượng tử hóa chính tắc.
Đó cũng là một cách để lượng tử hóa hành động với đo "dòng chảy". Nó liên quan đến đại số Batalin-Vilkovisky, một phần của đại số BRST.

### Lượng tử hóa hình học
Trong toán lý, lượng tử hóa hình học là cách tiếp cận toán học để xác định một lý thuyết lượng tử tương ứng với một lý thuyết cổ điển. Nó cố gắng để lượng tử hóa, mà nói chung không có công thức chính xác, theo cách nào đó mà tương tác giữa lý thuyết cổ điển và lý thuyết lượng tử vẫn còn hiển hiện. Ví dụ, sự giống nhau giữa các phương trình Heisenberg trong bức tranh Heisenberg của cơ học lượng tử và phương trình Hamilton trong vật lý cổ điển nên được xây dựng.
Một trong những nỗ lực lượng tử hóa tự nhiên đầu tiên là lượng tử hóa Weyl, được đề xuất bởi Hermann Weyl năm 1927. Ở đây, một nỗ lực được thực hiện để kết hợp một lý thuyết cơ học lượng tử quan sát được (một toán tử tự kết hợp trên không gian Hilbert) với một hàm thực có giá trị trên pha không gian cổ điển. Vị trí và moment trong pha không gian này được ánh xạ tới nhóm Heisenberg, và không gian Hilbert xuất hiện như một đại diện của nhóm Heisenberg. Năm 1946, H.J.Groenewold đã lưu tâm đến tích của một cặp quan sát được như vậy và tự hỏi chức năng tương ứng sẽ là gì trên pha không gian cổ điển. Điều này đã dẫn dắt ông khám phá ra pha không gian tích-sao của một cặp hàm số. Nói chung, kỹ thuật này đã dẫn tới sự biến dạng lượng tử hóa, nơi mà tích-★ được coi là một biến dạng đại số của các hàm trên một đa tạp giao thoa hay một đa tạp Poisson. Tuy nhiên, như một sơ đồ lượng tử hóa tự nhiên (một functor), bản đồ Weyl là không thỏa đáng. Ví dụ, bản đồ Weyl của góc-moment-bình phương cổ điển không chỉ là toán tử bình phương moment góc lượng tử, mà nó chứa hệ số giới hạn 3ħ2/2. (Giới hạn thêm này thực sự có ý nghĩa, vì nó tượng trung cho moment góc không triệt tiêu của quỹ đạo Bohr ở trạng thái cơ bản.) Chỉ là một tượng trưng cho sự thay đổi, tuy nhiên, bản đồ Weyl làm nền tảng cho quy ước cơ học lượng tử.

### Con đường lượng tử hóa tích phân
Một lý thuyết cơ học cổ điển được đưa ra bởi một hành động với các cấu hình được chấp nhận hiện nay là những cấu trúc cực trị đối với các biến thể chức năng của hành động. Một lý thuyết cơ học lượng tử mô tả về hệ thống cổ điển cũng có thể được xây dựng từ hành động của hệ thống bằng phương pháp lượng tử hóa tích phân.